# Базелян, Лазарь Львович
Лазарь Львович Базелян (5 октября 1926, Златополь — 5 апреля 2001, Харьков) — украинский советский астроном и гелиофизик, доктор физико-математических наук (1989). Лауреат премии имени Николая Барабашова АН УССР (1991). Ветеран Великой Отечественной войны.

## Биография
Родился 5 октября 1926 года в городе Златополь, УССР, в семье Льва Абрамовича Базеляна (1895—?), уроженца Ивановки, впоследствии участника Великой Отечественной войны (старший сержант, каптенармус ОВС 43-го отдельного штурмового инженерно-сапёрного батальона). В начале войны был эвакуирован в Акбулак Чкаловской области, откуда в 1943 году был призван в армию. После войны оставался на сверхсрочной службе до 1951 года.
В 1955 году окончил Всесоюзный заочный политехнический институт в Москве. С 1953 по 1957 год работал в Харькове техником в инженерно-электротехнической лаборатории Всесоюзного НИИ организации и механизации шахтёрского производства. С 1957 года работал в харьковском Институте радиофизики и электроники АН УССР.
В 1989 году защитил диссертацию на тему «Исследование декаметрового радиоизлучения Солнца и околосолнечной плазмы» и получил степень доктора физико-математических наук. С 1989 по 2001 год был ведущим научным сотрудником Радиоастрономического института НАН Украины.
В 1991 году получил премию имени Николая Барабашова АН УССР.
Скончался 5 апреля 2001 года в Харькове.

## Семья
- Братья — Яков Львович Базелян, кинорежиссёр; Абрам Львович Базелян (1922—1990), участник Великой Отечественной войны, кавалер ордена Красной Звезды (1944)[5]. Сестра — Полина Львовна Базелян (1919—?), участница Великой Отечественной войны (военфельдшер, младший лейтенант).
- Сын — Евгений Базелян.

## Избранные публикации
- Scattering of radiowaves from cosmic sources in the solar corona // Solar Physics. 1971. Vol. 17 (співавт.)
- Опыт разработки двухмерных антенных решеток со случайным размещением излучателей // Антенны. Москва, 1972. Вып. 15.
- Search for local sources of the S-component at decametric wave lengths // Solar Physics. 1987. Vol. 112
- Управляемая антенна круговой поляризации. Расчетные соотношения // Изв. ВУЗов. Радиофизика. 1987. Т. 30, № 4
- Гармоническая структура декаметрового излучения III типа и групповая задержка радиоволн в солнечной короне // АЖ. 1993. Т. 70.
- Декаметровое радиоизлучение вспыхивающих красных карликовых звезд / Э. П. Абранин, И. Ю. Алексеев, Л. Л. Базелян, А. И. Браженко, Р. Е. Гершберг, В. Н. Лисаченко, Н. И. Шаховская // Радиофизика и радиоастрономия. — 2001. — Т. 6, № 1. — С. 89-102. — Бібліогр.: 46 назв. — рос.
- Новый спектральный вариант декаметровых всплесков типа iiid. наблюдения сверхрелятивистских источников узкополосного радиоизлучения в окрестностях солнца

## Патенты
- Фазированная антенная решетка с круговой поляризацией поля[6].